# Prebende
Een prebende (van het Latijn praebenda pars = te schenken deel) is het jaarlijkse inkomen van een geestelijke.

## Toelichting
Het Latijnse werkwoord praebeo (Nederlands: aan- of toereiken) werd oorspronkelijk gebruikt om de inkomsten van een kapittel van kanunniken (koorheren) aan te duiden dat voor het levensonderhoud van deze geestelijken bestemd was.
In het kerkrecht komt het woord prebende alleen in deze zin voor, in het dagelijks spraakgebruik is het een aanduiding voor kerkelijke inkomsten, die beneficiën en ook wel vicarieën worden genoemd.
De prebende moet worden opgebracht door een bisdom, parochie, klooster of door de stichters van de afzonderlijke vicarieën. Ook de inkomsten van de dames van de Theresia-Orde en een commanderij van de Duitse Orde noemde men prebenden.
Onder het ancien régime, het absolutistische Europa van vóór de Franse Revolutie, verdeelden de kerkvorsten en de koningen de inkomsten van kloosters en bisdommen onder hun vrienden, familie en relaties. Een geestelijke kon inkomsten trekken uit meerdere bisdommen en kloosters en hoefde zijn ambt niet eens uit te voeren. Deze constructie werd een Prebende sine cura (animarum), Latijn voor "geld zonder (ziels)zorg" genoemd. Het Nederlandse woord sinecure ontleent hieraan zijn bestaan.
De prebenden werden genoten en de goederen werden bestuurd door de clerus.
Sinds de middeleeuwen bleven de goedbedoelde giften aan kerken, kloosters, prebenden en vicarieën doorgaan. Dit vermogen werd onttrokken aan het maatschappelijk verkeer en vormde feitelijk – al dan niet gewild – een steeds grotere economisch macht. 
Daarop volgde een machtspolitieke strijd tussen kerk en staat. Kerkelijke goederen en kloostergoederen en prebenden werden in meerdere landen genationaliseerd, zoals in Rusland, Oostenrijk, Frankrijk en Nederland. Dit bereikte een hoogtepunt bij de nationalisering van kerkelijke goederen en secularisering in de periode na de Franse Revolutie van 1789.